# 경제연구
《경제연구》(經濟硏究)는 연희전문학교 상과 학생들이 창립한 경제연구회가 발간한 학술지로, 1927년에 창간하여 1933년까지 발행되었다. 학술지에는 마르크주의, 사회민주주의, 자유주의적에 대한 연구가 내용이 담겨있다.